# Висока посада
«Висо́ка поса́да» — радянський художній фільм режисера Бориса Кімягарова, знятий 1958 року на Сталінабадській кіностудії. 

## Сюжет
Молоду амбітну й самовпевнену дівчину Зульфію призначають старшим асистентом хірургічної клініки. Вона ще недосвідчений лікар, і відразу ж допускає ряд серйозних помилок. Усвідомивши брак особистого професіоналізму та належної лікарської практики, Зульфія відмовляється від високої посади і їде рядовим лікарем у гірський район Таджикистану.

## У ролях
- Дільбар Касимова — Зульфія
- Анвар Тураєв — Шамсі
- Аслі Бурханов — Джураєв
- Софія Туйбаєва — Махмудова
- Гурміндж Завкибеков — Камол
- Марат Арипов — Анвар
- Мукаррама Камалова — Фіруза
- Мухаммеджан Касимов — Бобоніяз
- Хайрі Назарова — Барно
- Галина Савельєва — Варвара Михайлівна
- Алім Ходжаєв — Равшан
- Костянтин Михайлов — Андрєєв
- Шамсі Джураєв — колгоспник
- Сонія Курбанова — хвора
- Абдульхайр Касимов — епізод
- Абдулхамід Нурматов — епізод
- Михайло Аронбаєв — епізод
- Захір Дусматов — епізод
- М. Ходжикулов — епізод

## Знімальна група
- Режисер — Борис Кімягаров
- Сценаристи — Ляйля Галімжанова, С. Улановський
- Оператор — Музакір Шуруков
- Композитор — Сергій Баласанян
- Художники — Петро Веременко, Давид Ільябаєв